# Caldecote (Warwickshire)
Caldecote – wieś i civil parish w Anglii, w hrabstwie Warwickshire, w dystrykcie North Warwickshire. Leży 30 km na północ od miasta Warwick i 148 km na północny zachód od Londynu. W 2011 roku civil parish liczyła 142 mieszkańców. Caldecote jest wspomniana w Domesday Book (1086) jako Caldecote.